# Rundum-Grün
Das Rundum-Grün-Konzept bei Lichtzeichenanlagen zielt darauf ab, eine zeitliche Trennung zwischen zu Fuß Gehenden, Radfahrenden und Autofahrenden zu etablieren. Dadurch sollen Unfälle zwischen diesen verschiedenen Verkehrsteilnehmern reduziert werden. Bei diesem Konzept erhalten alle zu Fuß gehende und Radfahrende auf Radwegen an einer Kreuzung gleichzeitig grünes Licht, während alle Fahrzeuge (auch Radfahrende) auf der Fahrbahn an einem roten Signal warten müssen.
In Fällen von kompakten Kreuzungen und starkem Fußgänger- oder Radverkehr kann unter bestimmten Bedingungen das diagonale Überqueren ermöglicht werden.
Es ist zu unterscheiden zwischen Runum-Grün für den Radverkehr, wie er in den Niederlanden, speziell in Groningen schon lange im Betrieb ist, für das in den deutschsprachigen Ländern aber bisher keine Einsatzfälle dokumentiert sind, und Rundum-Grün für den Fußverkehr, das seit 1990 vereinzelt probeweise eingeführt wurde und in einzelnen Einsatzfällen vor allem in Großstädten im Einsatz war oder ist.

## Das Rundum-Grün-Konzept für Fußverkehr in Deutschland

### Der Aachener Modellversuch 1990/1991
Nach einem tödlichen Unfall, bei dem ein rechts abbiegender Lastwagen einen Jungen auf einer gleichzeitig freigegebenen Fußgängerfurt überfahren hatte, wurde in Aachen ein Symposium organisiert (Stadt Aachen 1989/1990). Das Ziel dieses Symposiums bestand darin, die Probleme der Fußgängersignalisierung umfassend zu diskutieren, insbesondere in Bezug auf die gleichzeitige Freigabe von Abbiegeströmen und Fußgängerfurten.
In Aachen wurden Bemühungen unternommen, um die Lichtzeichenregelung im städtischen Straßennetz für Fuß gehende und Radfahrende zu verbessern. Diese Bemühungen wurden nach einem vorherigen Symposium zur Fußgängersignalisierung fortgesetzt. Im Rahmen dieser Bemühungen führte man zahlreiche Feldversuche zur Fußgängersignalisierung im Aachener Straßennetz durch. Die Ergebnisse dieser Versuche wurden schließlich im Jahr 1991 auf einer Fachtagung präsentiert (Stadt Aachen 1991).
Das Rundum-Grün wurde (mit Diagonal-Querungsmöglichkeit) im Jahr 1992 in die RiLSA aufgenommen.
In den RiLSA 2010 und in den aktuell gültigen RiLSA 2015 wurde das Diagonalgrün wieder gestrichen; es ist aber in den „Empfehlungen für Fußgängerverkehrsanlagen“ – (EFA 2002) enthalten und kann somit gefordert werden.

### Das Rundum-Grün-Konzept in Berlin
Ein Beispiel hierfür ist die ehemalige Anlage am Checkpoint Charlie in Berlin, die sich an der Kreuzung der Kochstraße und Friedrichstraße befand und am 21. Juni 2023 aufgehoben wurde.

### Das Rundum-Grün-Konzept in Köln

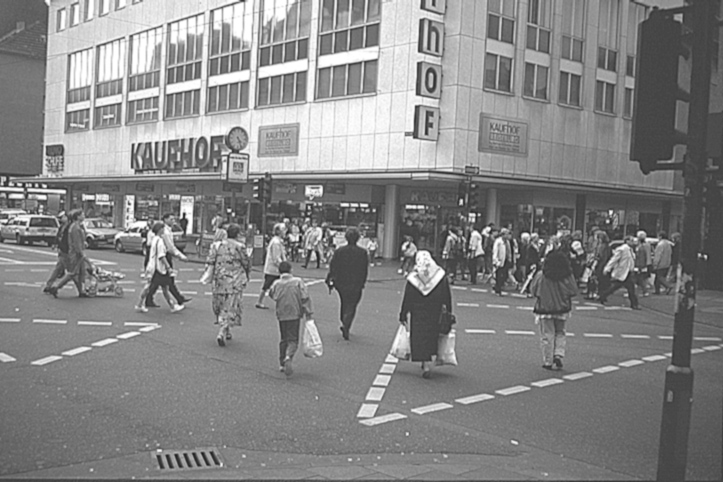
Diagonalqueren. Köln, Deutschland.

In Köln wird bereits mit dem Rundum-Grün-Konzept experimentiert. Ein Beispiel dafür ist die Ampelanlage an der Kreuzung Mengenicher Straße/Schulstraße, die im Jahr 2012 auf Rundum-Grün für Fußgänger umgeschaltet wurde, um einen sicheren Schulweg zu gewährleisten. Ebenso gibt es auf der Neusser Straße in Nippes eine Diagonal-Grün-Schaltung für Fußgänger.

### Das Rundum-Grün-Konzept in Wuppertal
Es gibt in Wuppertal Diagonalquerungen, die durch entsprechende Beschilderung und Markierungen gekennzeichnet sind. Ein Beispiel dafür ist die Kreuzung Loher Straße/Wartburgstraße.

## Das Rundum-Grün-Konzept für Fußverkehr weltweit
Das Rundum-Grün-Konzept, vor allem das Diagonalqueren, weltweit als "pedestrian scramble" bekannt, ist verbreitet in Kanada, Japan, Neuseeland, Schweden, Taiwan und im Vereinigten Königreich sowie in San Francisco.

## Das Rundum-Grün-Konzept für Radverkehr in den Niederlanden

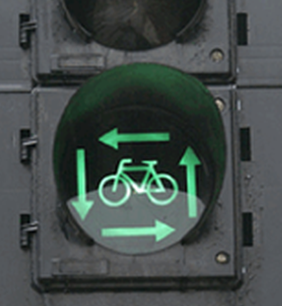
"Alle Fietsers Tegelijkertijd Groen", Radverkehr, Niederlande.

Das Konzept, bekannt als "Alle Fietsers Tegelijkertijd Groen" (AFTG) (auf Deutsch "Vier-Richtungen-Grün") wird in den Niederlanden als wirksame Lösung für fahrradfreundliche Ampelregelungen vorgestellt. AFTG ermöglicht es Fahrradfahrenden an Kreuzungen aus allen Richtungen gleichzeitig bei Grün zu fahren, während der restliche Verkehr Rot hat und steht. Ziel dieses Konzepts ist es, die Verkehrssicherheit zu verbessern, indem Konflikte mit abbiegendem motorisiertem Verkehr vermieden werden und die Möglichkeit des direkten Linksabbiegens ohne zusätzlichen Halt geboten wird.

### Das Rundum-Grün in Groningen.
Groningen hat bereits seit 1989 Kreuzungen, an denen diese Verkehrsregel gilt, und ist die einzige Stadt weltweit, in der "alle Richtungen gleichzeitig grün" für den Radverkehr in einem so großen Umfang eingeführt wurde. Seit der Einführung hat es an diesen Kreuzungen keine tödlichen Unfälle mehr zwischen motorisiertem Verkehr und Fahrradfahrern gegeben.
In der Stadt Groningen und in ihrer Nähe gilt die Regel "alle Richtungen gleichzeitig grün" inzwischen an 28 Kreuzungen. Andere niederländische Städte wie Enschede und Deventer haben einige Kreuzungen, an denen dies gilt.

### Vorrang bei der Nutzung des Rundum-Grün-Konzepts beim Radverkehr
Fahrradfahrer müssen selbst aufpassen und aufeinander Rücksicht nehmen, wenn sie die Kreuzung überqueren. Wenn die Ampeln grün sind, gelten die Ampeln über den normalen Verkehrszeichen. Die in den Niederlanden zur Kennzeichnung einer Wartepflicht üblichen markierten Haifischzähne  haben in diesem Moment keine Bedeutung. Auch Verkehr von rechts hat kein Vorfahrtsrecht. Kurz gesagt: Es gelten keine Vorrangsregeln, die Radfahrenden müssen sich untereinander abstimmen.

### Die Randbedingungen des Rundum-Grün-Konzepts
- Die Kreuzung sollte nicht zu ausgedehnt sein (geometrisch).
- Kompakte Kreuzung mit kurzen Wegen: in der Regel zwei, maximal drei Fahrstreifen.
- Große Nachfrage nach Querungen beider Hauptrichtungen.
- Hohes Radverkehrsaufkommen und / oder hohes Fußverkehrsaufkommen.
- Vermeiden von Abbiegekonflikten ist erwünscht / zwingend (schlechte Sicht, Schulwege).
- Mopeds fahren auf der Fahrbahn, nicht auf den Radwegen (was in einigen Teilen der Niederlande nicht selten so gergelgt ist).
- Verkehrsunfälle mit beteiligten Radfahrenden treten trotz aller anderen Sicherheitsmaßnahmen immer noch auf.

### Vor- und Nachteile des Rundum-Grün-Konzepts
- Man kann auf einmal nach links oder rechts abbiegen, ohne dies in zwei Etappen tun zu müssen.
- Man wird nicht von motorisiertem Verkehr behindert, was das Überqueren sicherer macht.
- Es können große Mengen an Fahrradfahrern in kurzer Zeit überqueren.
- Es gibt keine harten Konflikte zwischen Radfahrenden und motorisiertem Verkehr.

Trotz dieser Vorteile weist das Rundum-Grün-System einige verkehrstechnische Nachteile auf:
- Die Wartezeit für den Autoverkehr nimmt zu.
- Fußgänger lassen sich schwer in das Rundum-Grün-System integrieren.